# Коротков, Константин Константинович
Константин Константинович Коротков (бел.: Канстанцін Канстанцінавіч Караткоў, 8 апреля 1922, Горки, Гомельская губерния — 16 июня 1993, Нижний Новгород) — советский хозяйственный, государственный и политический деятель, заслуженный работник транспорта РСФСР, почетный работник речного флота, участник Великой Отечественной войны.

## Биография
Родился в 1922 году в Горках в семье К. Короткова, преподавателя Белорусской сельскохозяйственной академии, который впоследствии стал академиком АН БССР. Окончил среднюю школу в Гомеле, куда переехала семья, так как Институт леса был из Горок переведён в Гомель.
В 1940 году поступил в Ленинградский автодорожный институт. В 1940 году был призван в Красную армию.
Участник Великой Отечественной войны. Награждён медалью «За боевые заслуги», орденом Отечественной войны 2 ст.
С 1952 года — на хозяйственной и общественной работе. В 1952—1984 гг. — заместитель главного диспетчера, главный диспетчер Волжского грузового пароходства в Куйбышеве, заместитель начальника Куйбышевского линейного пароходства, заместитель начальника Волжского объединённого речного пароходства в Горьком, начальник Волжского объединённого речного пароходства.
Член КПСС с 1945 года. Делегат XXIII, XXIV, XXV съездов КПСС.
Заслуженный работник транспорта РСФСР.
Умер в Нижнем Новгороде в 1993 году. Похоронен на городском Бугровском кладбище.

## Награды
- орден Великой Отечественной войны. 2 ст
- орден Ленина
- орден Октябрьской революции
- орден Трудового Красного Знамени
- орден «Знак Почета»
- знак « Заслуженный работник транспорта РСФСР»
- знак «Почетный работник речного флота»
- медаль «За боевые заслуги»[2], юбилейные медали

## Память
- Его именем назван четырёхпалубный теплоход.
- В Нижнем Новгороде на доме, где К. К. Коротков с семьей жил с 1960 по 1993 год, установлена мемориальная доска.